# Arlos
 Arlos  es una población y comuna francesa, en la región de Occitania, departamento de Alto Garona, en el distrito de Saint-Gaudens y cantón de Saint-Béat.

## Demografía
| 147 | 172 | 145 | 140 | 104 | 88 |
| Para los censos de 1962 a 1999 la población legal corresponde a la población sin duplicidades (Fuente: INSEE [Consultar]) |     |     |     |     |    |